# Benjamin Samuel Bolomey
Benjamin Samuel Bolomey (Lausanne, 19 mei 1739 - Lausanne, 19 december 1819) was een Zwitsers kunstschilder.

## Leven en werk
Bolomey was een zoon van hotelier François Louis Bolomay en Pernette Mercier.
Hij was leerling van François Boucher in Parijs, waar hij 1751-1762 woonde. Hij trok in 1763 naar Den Haag, hij was er vanaf 1777 directeur van de Haagsche Teekenacademie. Bolomey was als hofschilder in dienst van erfstadhouder Willem V. Hij schilderde meerdere portretten van notabelen van zijn tijd. In 1791 vestigde hij zich als lid van de Grote Raad van Vaud weer in Lausanne.

## Galerij

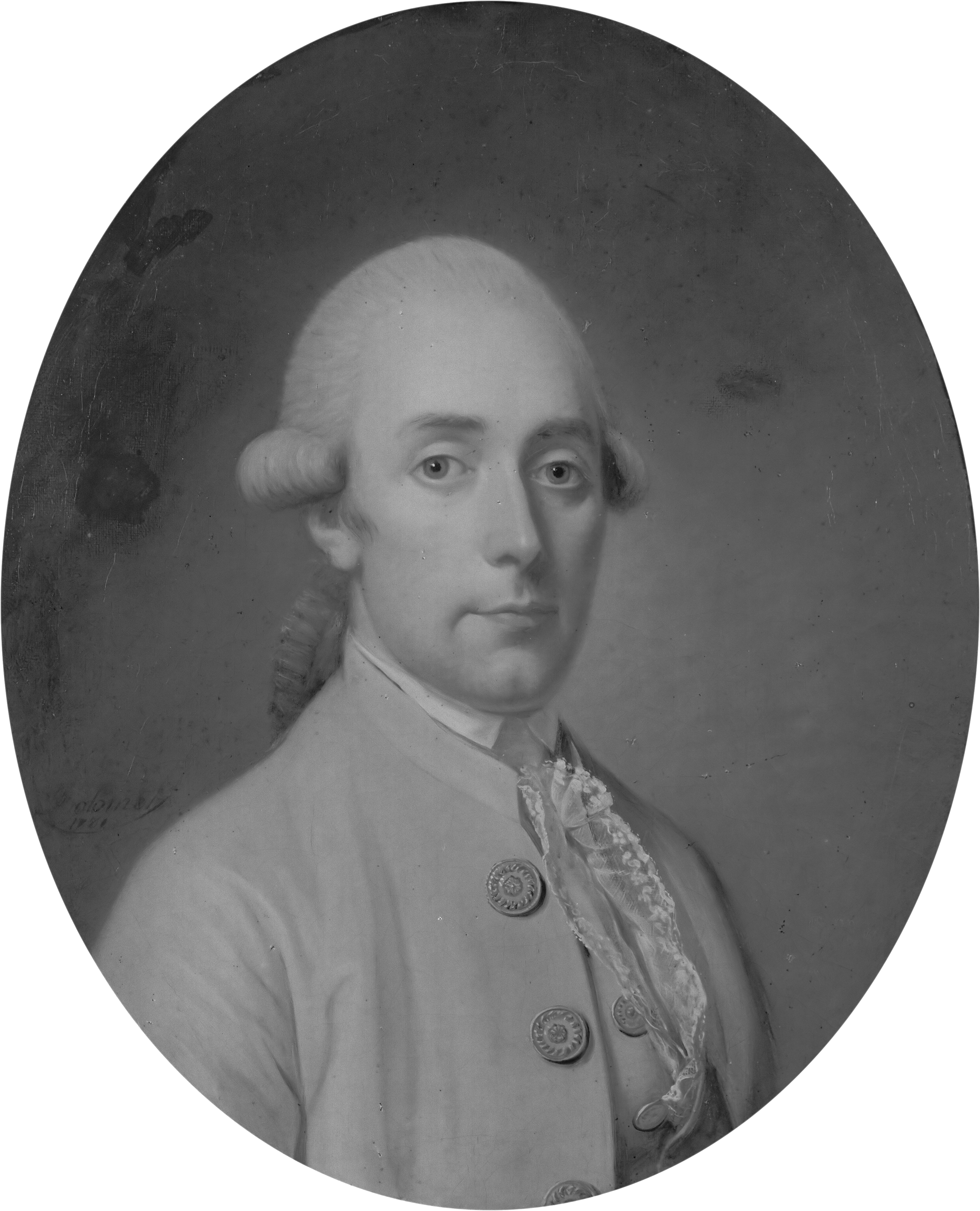
Balthasar Daniel van Idsinga
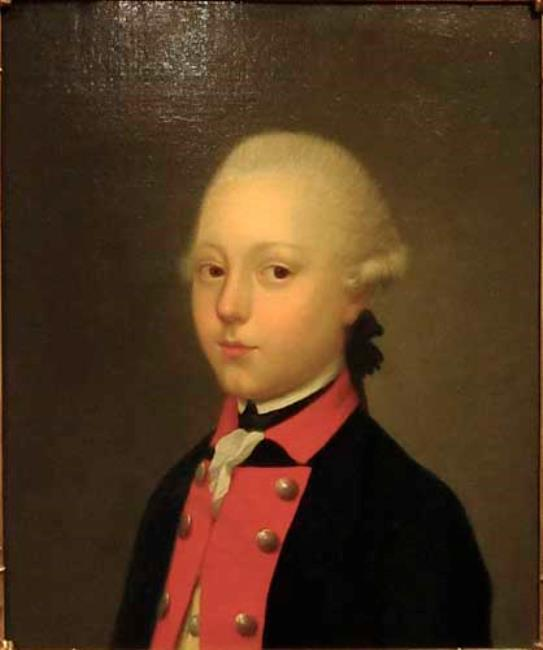
Gijsbert Karel van Hogendorp
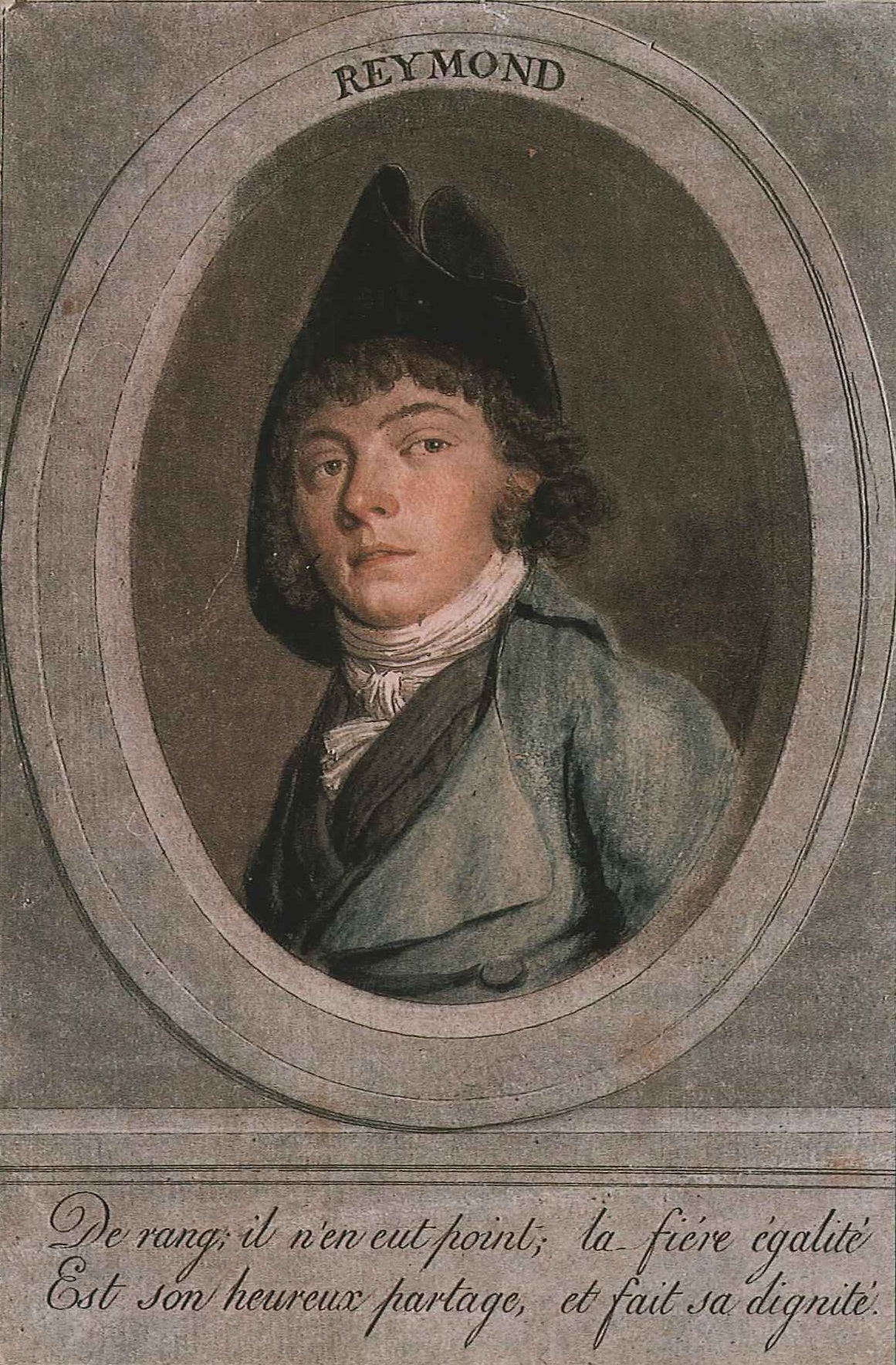
Louis Reymond
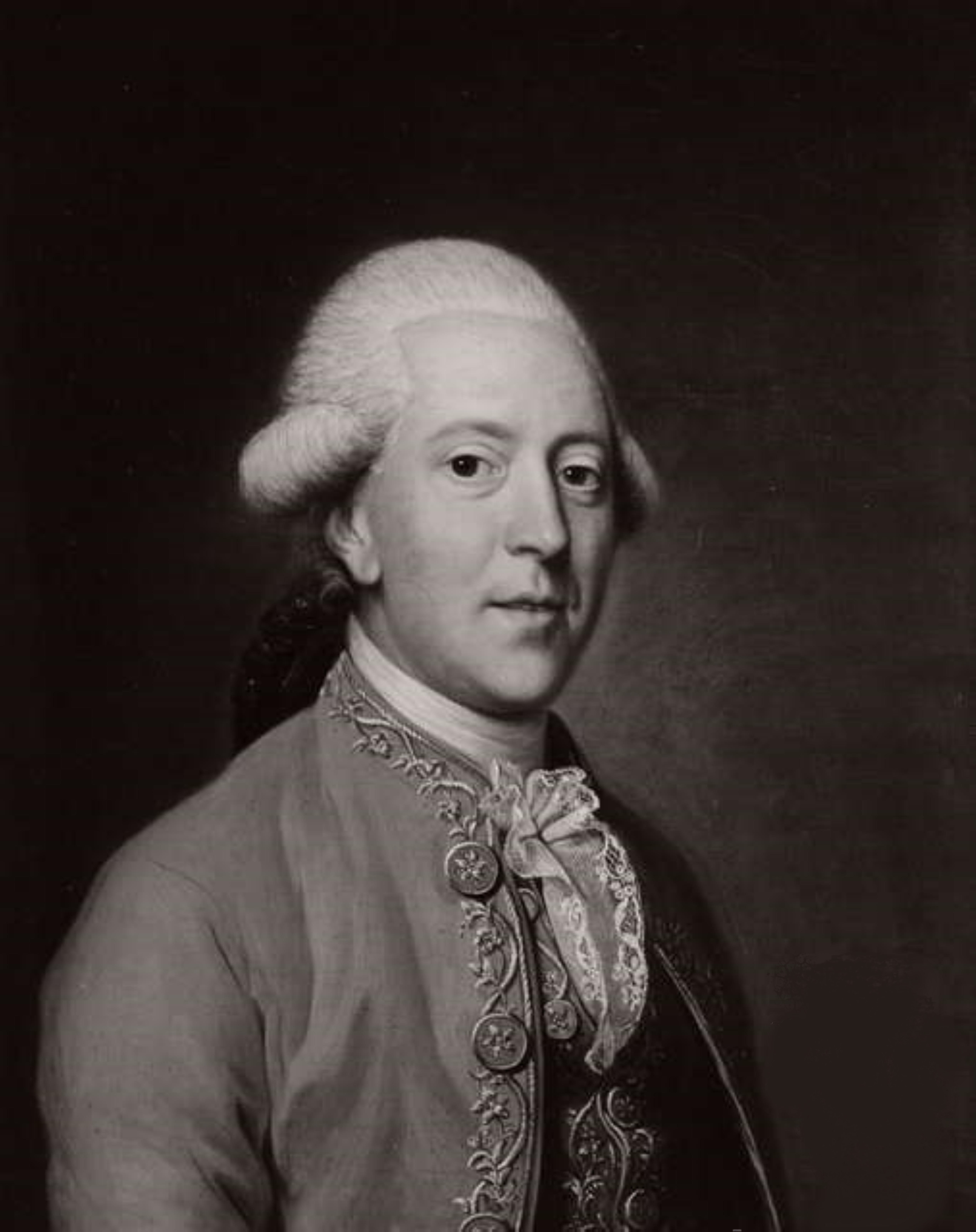
Evert Johan van Neukirchen genaamd Nyvenheim